# Saint-Bonnet-le-Chastel
Saint-Bonnet-le-Chastel è un comune francese di 245 abitanti situato nel dipartimento del Puy-de-Dôme nella regione dell'Alvernia-Rodano-Alpi.

## Società

### Evoluzione demografica
Abitanti censiti